# Magic Tour
Il Magic Tour fu la quattordicesima e ultima tournée del gruppo rock britannico Queen, svoltasi in Europa nel 1986 e legata alla promozione del loro album A Kind of Magic.

## Storia
Il Tour si svolse soltanto in Europa a causa dei dissapori che nacquero con gli USA dopo il video di I Want to Break Free, che suscitò molto clamore e fu censurato da MTV.
Il tour partì in Svezia, a Stoccolma, e finì nel Parco di Knebworth, il 9 agosto 1986. Due esibizioni si svolsero nello stadio di Wembley, da dove venne tratto l'album Live at Wembley Stadium.
I Queen furono il primo gruppo a suonare a Budapest, il 27 luglio al Népstadion della capitale ungherese, cantando inoltre un brano locale, Tavaszi Szel Vizet Araszt (lo spettacolo venne immortalato l'anno successivo nel VHS Live in Budapest, riedito nel 2012 in formato audio e video con il titolo Hungarian Rhapsody: Live in Budapest).
Inoltre, per ricordare i migliori momenti dal vivo del gruppo in questo tour, la EMI pubblicò alla fine del 1986 l'album dal vivo Live Magic, testimonianza delle date a Wembley, Budapest e Knebworth.
Il concerto veniva introdotto dalla presenza fissa del "gruppo spalla" tedesco dei Craaft, cui episodicamente si aggiungevano o sostituivano altri gruppi di apertura fra i quali gli Status Quo, gli INXS e The Alarm.

## Scaletta principale
1. One Vision
2. Tie Your Mother Down
3. In the Lap of the Gods... revisited
4. Seven Seas of Rhye
5. Tear It Up (introdotto dall'assolo iniziale di Liar)
6. A Kind of Magic + Improvvisazione vocale di Freddie Mercury
7. Under Pressure
8. Another One Bites the Dust
9. Who Wants to Live Forever
10. I Want to Break Free
11. Impromptu (improvvisazione)
12. Brighton Rock Solo (o anche Guitar Solo)
13. Now I'm Here
14. Love of My Life
15. Tavaszi Szel Vizet Araszt (eseguita solo a Budapest)
16. Is This the World We Created...?
17. (You're So Square) Baby I Don't Care
18. Hello Mary Lou (Goodbye Heart)
19. Tutti Frutti
20. Gimme Some Lovin' (non eseguita in tutte le serate)
21. Saturday Night's Alright For Fighting (eseguita solo a Colonia)
22. Bohemian Rhapsody
23. Hammer to Fall
24. Crazy Little Thing Called Love
25. Big Spender (non eseguita in tutte le serate)
26. Radio Ga Ga
27. We Will Rock You
28. Friends Will Be Friends
29. We Are the Champions
30. God Save the Queen

## Cover
Durante il Magic Tour, i Queen hanno incluso nella scaletta delle canzoni anche cinque cover:
- (You're So Square) Baby I Don't Care, scritta dai cantautori Jerry Leiber e Mike Stoller. La canzone fu portata al successo prima da Elvis Presley, che la lanciò come singolo nel 1957, e poi da Buddy Holly nel 1961.
- Hello Mary Lou (Goodbye Heart), scritta da Gene Pitney e cantata da Ricky Nelson nel 1961, oltre che dallo stesso Pitney.
- Tutti Frutti di Little Richard, il singolo che lo ha portato, nel 1955, al successo commerciale. Tale canzone la scrisse sotto il suo nome di nascita, Richard Penniman, insieme con Dorothy La Bostrie.
- Gimme Some Lovin' , singolo degli Spencer Davis Group del 1966. Il brano è stato eseguito solo in alcune tappe del tour. Nei concerti a Budapest e Knebworth la canzone non è stata inclusa in scaletta.
- Big Spender viene dal musical Sweet Charity. La musica è stata composta da Cy Coleman, mentre Dorothy Fields ha scritto il testo. La prima rappresentazione a Broadway si è tenuta nel gennaio 1966. La versione di Shirley Bassey del brano è apparsa nel 1967 come singolo. Il brano è stato eseguito solo in alcune tappe del tour. Nei concerti a Budapest e Knebworth la canzone non è stata inclusa in scaletta.

## Date
| Data                          | Città                         | Stato                         | Luogo                         | Spettatori                    |
| Golden Rose Pop Festival 1986 | Golden Rose Pop Festival 1986 | Golden Rose Pop Festival 1986 | Golden Rose Pop Festival 1986 | Golden Rose Pop Festival 1986 |
| ----------------------------- | ----------------------------- | ----------------------------- | ----------------------------- | ----------------------------- |
| 11 maggio 1986                | Montreux                      | Svizzera                      | Petit Palais                  | 1 200                         |
| Magic Tour 1986               |                               |                               |                               |                               |
| 7 giugno 1986                 | Stoccolma                     | Svezia                        | Råsunda Stadium               | 37 000                        |
| 11 giugno 1986                | Leida                         | Paesi Bassi                   | Groenoordhallen               | 13 000                        |
| 12 giugno 1986                | Leida                         | Paesi Bassi                   | Groenoordhallen               | 13 000                        |
| 14 giugno 1986                | Parigi                        | Francia                       | Hippodrome de Vincennes       | 65 000                        |
| 17 giugno 1986                | Bruxelles                     | Belgio                        | Forest National               | 9 000                         |
| 19 giugno 1986                | Leida                         | Paesi Bassi                   | Groenoordhallen               | 13 000                        |
| 21 giugno 1986                | Mannheim                      | Germania Ovest                | Maimarktgelände               | 86 000                        |
| 26 giugno 1986                | Berlino                       | Germania Ovest                | Waldbühne                     | 22 000                        |
| 28 giugno 1986                | Monaco di Baviera             | Germania Ovest                | Olympiahalle                  | 11 000                        |
| 29 giugno 1986                | Monaco di Baviera             | Germania Ovest                | Olympiahalle                  | 11 000                        |
| 1º luglio 1986                | Zurigo                        | Svizzera                      | Hallenstadion                 | 11 000                        |
| 2 luglio 1986                 | Zurigo                        | Svizzera                      | Hallenstadion                 | 11 000                        |
| 5 luglio 1986                 | Slane                         | Irlanda                       | Slane Castle                  | 95 000                        |
| 9 luglio 1986                 | Newcastle                     | Regno Unito                   | St. James Park                | 38 000                        |
| 11 luglio 1986                | Londra                        | Regno Unito                   | Wembley Stadium               | 72 000                        |
| 12 luglio 1986                | Londra                        | Regno Unito                   | Wembley Stadium               | 72 000                        |
| 16 luglio 1986                | Manchester                    | Regno Unito                   | Maine Road                    | 35 000                        |
| 19 luglio 1986                | Colonia                       | Germania Ovest                | Müngersdorfer Stadion         | 50 000                        |
| 21 luglio 1986                | Vienna                        | Austria                       | Wiener Stadthalle             | 12 000                        |
| 22 luglio 1986                | Vienna                        | Austria                       | Wiener Stadthalle             | 12 000                        |
| 27 luglio 1986                | Budapest                      | Ungheria                      | Népstadion                    | 80 000                        |
| 30 luglio 1986                | Fréjus                        | Francia                       | Arènes de Fréjus              | 15 000                        |
| 1º agosto 1986                | Spagna                        | Barcellona                    | Mini Estadi                   | 34 000                        |
| 3 agosto 1986                 | Spagna                        | Madrid                        | Estadio de Vallecas           | 45 000                        |
| 5 agosto 1986                 | Spagna                        | Marbella                      | Estadio Municipal             | 37 000                        |
| 9 agosto 1986                 | Stevenage                     | Regno Unito                   | Knebworth Park                | 120 000                       |
| Totale                        | Totale                        | Totale                        | Totale                        | 1 019 000                     |

### Spettacoli cancellati
| Data           | Città      | Stato    | Luogo                     |
| -------------- | ---------- | -------- | ------------------------- |
| 25 luglio 1986 | Budapest   | Ungheria | Népstadion                |
| 26 luglio 1986 | Budapest   | Ungheria | Népstadion                |
| 29 luglio 1986 | Cannes     | Francia  | Stade Pierre de Coubertin |
| 30 luglio 1986 | Nizza      | Francia  | Stade de l'Ouest          |
| 31 luglio 1986 | Barcellona | Spagna   | La Monumental             |
| 10 agosto 1986 | Ostenda    | Belgio   | Seat Beach Rock Festival  |